# Philip Winchester
Philip Winchester (ur. 24 marca 1981 roku) – amerykański aktor telewizyjny i filmowy.
Debiutował na ekranie w wieku siedemnastu lat w filmie Patriota (The Patriot, 1998) u boku Stevena Seagala. W 1999 roku ukończył Belgrad High School w Belgradzie, w stanie Montana. W serialu NBC Crusoe (2008–2009) zagrał Robinsona Crusoe.

## Filmografia

### Filmy kinowe
- 2008: Solomon Kane jako Telford
- 2008: Król Lear (King Lear) jako Edmund
- 2007: Serce Ziemi (El Corazón de la tierra) jako Robert Coyle
- 2006: Flyboys - bohaterska eskadra (Flyboys) jako Jensen
- 2004: Thunderbirds jako Scott Tracy
- 2003: LD 50: śmiertelna dawka (LD 50 Lethal Dose) jako Vaughn
- 1999: Hi-Line (The Hi-Line) jako kelner
- 1998: Patriota (The Patriot) jako młody Miltiaman

### Seriale TV
- 2008–2009: Crusoe jako Robinson Crusoe
- 2005: CSI: Kryminalne zagadki Miami (CSI: Miami) jako Chris Allen
- 2004: Commando Nanny jako Miles Ross
- 2011: Strike Back Project dawn  jako Michael Stonebridge
- 2017: Chicago Justice jako Peter Stone